# Jean Echenoz
Jean Echenoz (Orange, 26 dicembre 1947) è uno scrittore francese.
Quando nel 1989 gli fu chiesto di redigere la sua autobiografia si limitò a scrivere "Jean Echenoz, nato il 4 agosto 1946 a Valenciennes. Studi di chimica organica a Lilla. Studi di contrabbasso a Metz. Discreto nuotatore".

## Biografia
Dopo studi di sociologia e ingegneria civile, nel 1970 si trasferisce a Parigi, dove inizia a scrivere con regolarità e dove collabora per un breve periodo al giornale L'Humanité. Il suo primo manoscritto viene accettato e pubblicato nel 1979 da Les Éditions de Minuit, allora diretta da Jérôme Lindon. Inizia così una proficua collaborazione che vedrà la casa editrice pubblicare anche i suoi romanzi successivi. A 32 anni pubblica il suo primo libro, intitolato Le Méridien de Greenwich. I suoi primi quattro libri vengono presentati come esercizi di letteratura, ed omaggi ai codici di genere. Le Méridien de Greenwich per l'immaginario, Cherokee (1983) per il poliziesco, L'équipée Malaise (1989) per l'avventura e Lac (1989) per la spy story. 
I critici affermano che la sua opera sarebbe addirittura emblematica della "postmodernità letteraria", un Movimento che nasce negli Stati Uniti negli anni '50 e rappresenta una volontà di rottura con la modernità. Francesco Prisco, esaminando e confrontando le tre biografie (o "biofictions"), Ravel, Courir e Des éclairs afferma: "Prendi una vita più o meno celebre e trasformala in un poema epico. È il sogno di molti scrittori. Non è alla portata di tutti, beninteso. Ma è un gioco che riesce benissimo al francese Jean Echenoz"

## Premi
- Nel 1980 ha vinto il Prix Fénéon con Le Méridien de Greenwich[4]
- Nel 1983 ha vinto il  Prix Médicis con il romanzo Cherokee [5]
- Nel 1999 ha vinto il Premio Goncourt con Je m'en vais (trad. it.: Me ne vado, 1999)[6]
- Nel 2006 l'Académie française gli ha conferito il Grand Prix de littérature Paul Morand[7] per l'insieme della sua opera
- Nel 2007 ha vinto il Premio Comisso per la biografia, con Ravel[8];
- Nel 2008 ha vinto con Ravel il Premio letterario Elba[9]
- Nel 2009 gli è stato conferito l'International IMPAC Dublin Literary Award[10]
- Nel 2012 ha ricevuto il premio Premio letterario Merck Serono per il libro Lampi[11]
- Nel 2018 ha ricevuto il Prix Marguerite Yourcenar per l'insieme della sua opera[12]

## Opere
- Le méridien de Greenwich, Éditions de Minuit, 1979
- Cherokee, 1983 
  - Cherokee, tr. di Ranieri Carano, Mondadori, Milano, 1988
- L'Équipée malaise, 1986
  - La spedizione Malese, trad. di Elina Klersy Imberciadori, Mondadori, Milano, 1989
- L'occupation des sols, 1987
  - L'occupazione del suolo, trad. di Francesca Ilardi, Galaad, Giulianova, 2017
- Nous Trois, 1992
  - Noi tre, trad. di Laura Guarino, Anabasi, Milano, 1994
- Les Grandes Blondes, 1995
  - Le biondone, trad. di Simona Mambrini, Libreria dell'Orso, Pistoia, 2004
- Un an, 1997
  - Un anno, trad. di Andrea Canobbio, Einaudi, Torino, 1998
- Je m'en vais, 1999
  - Me ne vado, trad. di Stefana Paganoni, Einaudi, Torino, 2000
- Jérôme Lindon 2001
  - Il mio editore, trad. di Giorgio Pinotti, Adelphi, 2008
- Au piano, 2003
  - Al pianoforte, trad. di Maurizia Balmelli, Einaudi, Torino, 2008
- Ravel, 2006
  - Ravel. Un romanzo, trad. di Giorgio Pinotti, Adelphi, Milano, 2007
- Courir, 2008
  - Correre, trad. di Giorgio Pinotti, Adelphi, Milano, 2009
- Des éclairs, 2010
  - Lampi, trad. di Giorgio Pinotti, Adelphi, Milano, 2012
- 14, 2012
  - 14, trad. di Giorgio Pinotti, Adelphi, Milano, 2014
- Caprice de la reine, 2014
- Envoyée spéciale, 2016
  - Inviata speciale, trad. di Federica e Lorenza Di Lella, Adelphi, Milano, 2018
- Vie de Gérard Fulmard, Les Éditions de Minuit, 2020.